# 1. divisjon 1990
L'edizione 1990 della 1. divisjon vide la vittoria finale del Rosenborg. Fu l'ultima stagione con questo nome, dato che dal 1991 la competizione assunse la denominazione di Eliteserien
Capocannoniere del torneo fu Tore André Dahlum (Start), con 20 reti.

## Classifica finale
|                     | Pos. | Squadra      | Pt | G  | V  | N | P  | GF | GS | DR  |
| ------------------- | ---- | ------------ | -- | -- | -- | - | -- | -- | -- | --- |
| Norvegia (bandiera) | 1.   | Rosenborg    | 44 | 22 | 13 | 5 | 4  | 60 | 24 | +36 |
|                     | 2.   | Tromsø       | 42 | 22 | 12 | 6 | 4  | 36 | 21 | +15 |
|                     | 3.   | Molde        | 40 | 22 | 12 | 4 | 6  | 34 | 29 | +5  |
|                     | 4    | Brann        | 39 | 22 | 11 | 6 | 5  | 34 | 25 | +9  |
|                     | 5.   | Viking       | 35 | 22 | 10 | 5 | 7  | 41 | 30 | +11 |
|                     | 6.   | Start        | 31 | 22 | 9  | 4 | 9  | 39 | 34 | +5  |
|                     | 7.   | Fyllingen    | 28 | 22 | 7  | 7 | 8  | 23 | 30 | -7  |
|                     | 8.   | Kongsvinger  | 27 | 22 | 7  | 6 | 9  | 24 | 32 | -8  |
|                     | 9.   | Strømsgodset | 27 | 22 | 8  | 3 | 11 | 29 | 45 | -16 |
|                     | 10.  | Lillestrøm   | 25 | 22 | 7  | 4 | 11 | 30 | 30 | 0   |
|                     | 11.  | Vålerengen   | 16 | 22 | 4  | 4 | 14 | 26 | 53 | -27 |
|                     | 12.  | Moss         | 13 | 22 | 3  | 4 | 15 | 24 | 47 | -23 |

### Verdetti
- Rosenborg Campione di Norvegia 1990.
- Vålerengen e Moss retrocesse in 2. divisjon.
- Lillestrøm ammessa ai play-off.

## Play-off
La fase di play-off è stata disputata da Lillestrøm (10°), Bryne (2° mel girone A di 2. divisjon) ed Eik-Tønsberg (2° mel girone B di 2. divisjon). Il Lillestrøm ha vinto ed è rimasto nella massima serie.
Il torneo si è giocato tra il 7 e il 20 ottobre.

### Risultati
- 7/10: Bryne - Eik-Tønsberg 5-1
- 14/10: Eik-Tønsberg - Lillestrøm 1-3
- 20/10: Lillestrøm - Bryne 2-0

### Classifica finale
| Pos. | Squadra      | Pt | G | V | N | P | GF | GS | DR |
| ---- | ------------ | -- | - | - | - | - | -- | -- | -- |
| 1.   | Lillestrøm   | 6  | 2 | 2 | 0 | 0 | 5  | 1  | +4 |
| 2.   | Bryne        | 3  | 2 | 1 | 0 | 1 | 5  | 3  | +2 |
| 3.   | Eik-Tønsberg | 0  | 2 | 0 | 0 | 2 | 2  | 8  | -6 |